# یاری (جماعت)
یاری جماعت و شهرکی در غرب تاجیکستان است که در ناحیهٔ پنجکنت ولایت سغد قرار دارد.